# Monique van de Ree
Monique van de Ree (Willemstad (Noord-Brabant), 2 maart 1988) is een Nederlandse voormalig wielrenster. In  2006 werd ze Nederlands kampioene bij de junioren en in 2012 won ze de vrouweneditie van Dwars door Vlaanderen. Vanaf 2007 reed ze voor diverse Nederlandse profploegen. Ze reed achtereenvolgens voor Vrienden van het Platteland, AA Drink-leontien.nl, Skil-Argos, CyclelivePLUS-Zannata, Parkhotel Valkenburg-Destil, de Belgische ploeg Lares-Waowdeals en in 2018 bij de ploeg van Marianne Vos: Waowdeals Pro Cycling. In 2019 reed Van de Ree voor de Sloveense ploeg BTC City Ljubljana. Op 12 januari 2020 beëindigde ze in stilte haar carrière.

## Palmares
Top-3 plaatsen
2005
 Nederlands kampioenschap op de weg, junioren
2006
 Nederlands kampioene op de weg, junioren
2010
2e in Jongerenklassement Ronde van Qatar
3e in Omloop van de IJsseldelta
2e in Omloop Door Middag-Humsterland
2012
1e in Dwars door Vlaanderen
2013
3e in Dwars door Vlaanderen
2015
3e in Omloop der Kempen
1e in Parel van de Veluwe
2e in Omloop van de IJsseldelta
2016
3e in 4e etappe Ronde van Qatar
3e in Flanders Diamond Tour
3e in 2e etappe Trophée d'Or
2e in 4e etappe Trophée d'Or
2017
1e in GP Eco-Struct
2e in Flanders Diamond Tour (en eindzege Lotto Cycling Cup)
2e in 3e etappe BeNe Ladies Tour
2018
3e in 4e etappe Healthy Ageing Tour
2e in Trofee Maarten Wynants
3e in Omloop der Kempen
3e in Erondegemse Pijl
2e in 1e etappe Lotto Belgium Tour
2019
3e in Omloop der Kempen
1e in Erondegemse Pijl
De Baat · De Boer · Eshuis · Van Gogh · Van den Hoek · Hoeksma · Markus · Otten · Peetoom · Post · Van de Ree · Rooijakkers · Slik · Soemanta · Tromp
Gafinovitz · Van der Heijden · Kastelijn · Korevaar · Koster · Markus · Van de Ree · Rooijakkers · Rowe · Stultiens · Vos